# Ciconia abdimii
Ciconia abdimim là một loài chim trong họ Hạc (Ciconiidae). Loài này được Martin Lichtenstein phân loại vào năm 1823.
Ciconia abdimim phân bố ở môi trường sống mở khắp Đông Phi, từ Ethiopia về phía nam tới Nam Phi. Chế độ ăn của loài này bao gồm chủ yếu là châu chấu, sâu bướm và côn trùng lớn khác.